# Ария (сатрапия)
Вижте пояснителната страница за други значения на Ария.
Ария (на старогръцки: Ἀρ(ε)ία Ar(e)ia; на латински: Aria, на староперсийски: Haraiva[ta]) е историческа територия в Централна Азия; отговаря на днешната афганистанска провинция Херат.
Регионът е наречен на иранския народ Арии (на латински: Arii; на старогръцки: Ἄρ(ε)ιοι/Ar(e)ioi), населявал тази територия през ок. 1500 пр.н.е. Думата Ария произлиза от староиранската дума „arya“, която означава благороден или чист.
Според Ричард Фрай този регион е страната, от която произлизат всичките по-късни индоирански народи.
По времето на Ахеменидите Ария с нейния главен град Артакоана (днешният град Херат) отива към голямата Персийска империя и става Сатрапия. След падането на гръцките Селевкиди от там започва победоносният поход и основаването на царството на по-късните парти. След арабското завладяване на Персия регионът е към източноперсийскката провинция Хорасан.
От 1848 г. регионът е в Афганистан.